# Sânncraiu
Sânncraiu es una comuna Rumania, en el distrito de Cluj. Su población en el censo de 2002 era de 1.858 habitantes.
- Datos: Q12725173
- Multimedia: Sâncraiu, Cluj / Q12725173

1. ↑  Worldpostalcodes.org,código postal n.º 407515.